# Boehmeria calophleba
Boehmeria calophleba là loài thực vật có hoa trong họ Tầm ma. Loài này được C.Moore & F.Muell. mô tả khoa học đầu tiên năm 1872.